# Què, el nou musical
Què, el nou musical és un musical escrit per Manu Guix i Àlex Mañas que tracta sobre uns nois i noies que entren en un reformatori.
Es va estrenar oficialment l'1 d'octubre de 2008 al Teatre Coliseum de Barcelona sota la direcció d'Àngel Llàcer, amb coreografia de Pedro del Rey, una escenografia de Lluc Castells basada en una estructura de ferro a dos nivells i música interpretada per Jordi Franco, Toni Pagès, Jordi Roquer, Oriol Cusó i Manu Guix. Els assajos van començar el juny de 2008. A Barcelona la van veure més de 53.000 espectadors.
El 2009 obtingué el Premi Butaca a la millor composició musical, per Manu Guix.

## Argument
És una història de superació. Cinc delinqüents menors d'edat amb causes obertes, ingressen en un programa de conscienciació de valors mentre esperen una sentència ferma del jutge. L'encarregat de dirigir aquest programa és Josep, el tutor, que s'enfronta a la seva primera experiència com a responsable d'un grup d'aquestes característiques. Els joves delinqüents combinen prestacions socials (activitats de neteja de tota classe) amb dinàmiques de grup supervisades per Josep. Molt aviat Josep s'adonarà que la teoria és molt lluny de la pràctica i que l'execució del programa és realment difícil: tensions i baralles entre ells, agressions físiques i verbals, desatenció a les dinàmiques de grup, desconfiança en l'autoritat, desmotivació davant les tasques programades... Josep no es dona per vençut i després d'alguns fracassos, troba la solució: oferir el poder d'autogestió als joves. Des d'aquest moment i fins al final els joves passen a escollir les activitats que volen realitzar.

## Cançons
Cançons del Musical:
| - El meu primer dia - La fugida - Creck!! - Som joves, som delinqüents - Merda - No em vull tornar a enamorar - Soledat per a compartir - Ho sento Josep - No val la pena - Surto i me'n vaig - Demà és la solució - Segona oportunitat - Canvi!!! | - On és el càstig? - Això és un examen - No sóc ningú - Només vull dir... - No val la pena (reprise) - Vull aprovar - Avaluació - Naturalment - Què (reprise) - Sóc jove, t'agradi o no. + Finale-mix Bonus - Tiempo de crecer - Hoja en blanco |

## Repartiment
Repartiment de la producció de Barcelona 2008-2009:
| Personatge   | Actor/actriu     |
| ------------ | ---------------- |
| Josep, tutor | Ivan Labanda     |
| Àngel        | Roger Berruezo   |
| Susanna      | Carla Gaya       |
| Irene        | Mariona Castillo |
| Kike         | Marc Pociello    |
| Moha         | José Luis Cortés |
| Cover        | Xavi Navarro     |
| Cover        | Ona Plà          |